# Pieter Overd’hage
Pieter-Anastasius Pieterszoon Overd’hage de Zuttere (auch Petrus Anastasius Hyperphragmus Gandavensis, Pierre Anastaise Hyperphragme Gentoise, Pieter Pietersz. Overd’ Hage, Pieter Doverdaghe, d’Overdage; * 1520 in Gent; † 4. Februar 1604 in Leiden) war ein spiritualistisch und humanistisch-irenisch gesinnter Theologe. Er stand den Mennoniten nahe, bemühte sich aber bis ins hohe Alter gegen viele Widerstände um Anstellungen in der Reformierten Kirche. Overd’hage war als Buchdrucker, Lehrer und Prädikant (reformierter Pfarrer) am Niederrhein (Wesel, vielleicht Duisburg), in Emden, Gent und verschiedenen Städten in Zuid-Holland tätig. Der Genter Historiker und Dichter Paul Rogghé (1904–1974) nannte ihn den „südniederländischen Apostel der Toleranz des 16. Jahrhunderts“.

## Leben
Pieter Overd’hage de Zuttere stammte aus einer seit dem Mittelalter in Gent bezeugten Familie. Sein Vater hieß ebenfalls Pieter. Er hatte wenigstens einen Bruder.
Overd’hage erhielt seine humanistische Ausbildung in Gent wahrscheinlich bei Georg Cassander (1513–1566), mit dem er später befreundet war. „Petrus Doverdaghe de Gandavo“ immatrikulierte sich 1536 unter den divites (= reicheren) des Paedagogium Falconis (Pedagogie De Valk) in Löwen und erwarb um 1539/40 den akademischen Grad eines Magister. Er verwendete auch den Humanistennamen „Hyperphragmus“ (zu altgriechisch ὑπέρ hypér = über; niederländisch over und φραγμός phragmós = Hecke; niederländisch haag).
Um 1551/52 musste Overd’hage „uut oorzaken der Religien (= wegen der Religion)“ aus seinem „vaderlant“ Gent fliehen. Er fand 1552 zunächst Aufnahme in Wesel.

### Aufenthalt in Genf
In den folgenden Jahren hielt sich Overd’hage im Ausland auf. In Genf lernte er Johannes Calvin kennen und wurde am 27. Oktober 1553 Augenzeuge der Verbrennung von Michel Servet. Pieter Overd’hage de Zuttere soll das Exemplar der Christianismi Restitutio, das mit Servet verbrannt werden sollte, aus den Flammen geholt haben. Er fertigte einen ausführlichen Bericht an, in dem auch das Verhalten von Guillaume Farel geschildert wird. Noch drei Jahrzehnte später war er von der Grausamkeit der Hinrichtung erschüttert. Möglicherweise hielt Pieter Overd’hage sich um 1554/55 in Basel auf.

### Drucker am Niederrhein in Wesel
In Wesel richtete „Peter Overd’ Haeg(h)e“ de Zuttere eine Privatpresse ein und begann spätestens 1555 zu drucken. Am 26. Juli 1555 musste er dem Weseler Rat eine Bürgschaft von 500 Goldgulden nachweisen für den Fall, dass er unerlaubte Bücher drucken würde. 1556 wird Overd’hage als Zeuge in einem Prozess des Predigers der französischsprachigen (wallonischen) Flüchtlingsgemeinde („minister ecclesiae gallicae exulantis Weseliae“) François Perrucelle dit de la Riviere (Franciscus Perucellus dictus Riverus; Franziskus Peruzel) gegen den Weseler Stadtrat erwähnt. Er übernahm bald die Druckerei seines Landsmanns Jodocus (Joost) Lambrecht (* um 1481; † um 1556/57). Am 22. März 1557 forderte der Rat Overd’hage auf, die von ihm gedruckten Bücher vorzulegen, insbesondere das in englischer Sprache. Von den englischsprachigen Weseler Drucken dieser Zeit werden Overd’hage de Zuttere Werke von Bartholomew Traheron (Benthalmai Outis) († um 1558) und Robert Pownall (1520–1571) zugeschrieben; Traheron wurde zusammen mit Perrucelle zum 1. März 1557 aus Wesel ausgewiesen.
Anfang 1557 schickte der flämische Humanist und reformierte Theologe Jan van Utenhove d. Ä. van der Gracht seine niederländische Übersetzung des Neuen Testaments an verschiedene gelehrte Freunde mit der Bitte um eine Beurteilung, unter ihnen waren „Petrus Douerdaghe“ in Wesel, Heinrich Bullinger, Georg Cassander und Joost Lambrecht.
Overd’hage druckte um 1558 anonym das Buch Die Slotel van dat Secreet des Nachtmaels onses Heren Jesu Christi des Wassenberger Prädikanten und Täufers Heinrich Roll († 1534) nach. Er ist auch identisch mit „Petrus Gandansis“ oder „Petrus Gandavus“ (Pieter von Gent), der mit Johannes Anastasius (Jan Gerritsz. Versteghe) Veluanus (* um 1520; † um 1570) auf der Rückreise von der Frankfurter Frühjahrsmesse im März 1558 in Bacharach (Steeg) über eine Neuauflage des bei Lambrecht erschienenen Buchs Der Leken Wechwyser (= Der Laien Wegweisung) verhandelte, die jedoch nicht zustande kam. Unter dem Pseudonym „Adrianus Bethsinnius“ mit dem angeblichen Druckort „Dvysbvrg“ druckte Overd’hage 1558 ein Buch des Exulanten Johann Otho. Hermann Hamelmann erwähnt in zeitlichem Zusammenhang in Duisburg einen „Petrus Gandavus pastor Ecclesiae Salvatoris (= Pastor der Salvatorkirche)“, bei dem es sich um Pieter Overd’hage aus Gent gehandelt haben könnte. 1561 druckte er die angeblich anonyme Schrift Vnderscheydt vnd bewisung, Wo verne die eusserliche vnd innerliche vbunge die menschen vor Gott gerecht machen nach, die mit einem Vorwort von Sigmund Salminger herausgegeben und wohl auch von diesem verfasst worden war.
Pieter Overd’hage hielt sich in Wesel bzw. am Niederrhein auf, bis er nach dem Tod seines Freundes, des Kaufmanns und Mystikers Mathijs Wier († 1560), dessen Nachlass veröffentlicht hatte. In seinem Buch Eyne korte unde eynvaldige underwisung, wt die Goddelicke Schrift, of man oock lastere[n], ordeyle[n], vnd schelten sal, tegen die ongeloovige Secten und Gotzlasteraren sprach sich Overd’hage 1563 dafür aus, auch religiösen Gruppen, die von der herrschenden Auffassung abweichende Lehrmeinungen vertreten, Glaubensfreiheit zu gewähren. Die Schrift wird als Reaktion auf das Werk Le baston de la foy chrestienne des Guido von Bray (Guy de Brès) betrachtet.
Overd’hage scheint eine kurze Zeit auch in Heidelberg bzw. der Kurpfalz gelebt zu haben. Dirck Mullem trat in seine Offizin ein und veranstaltete 1569 in Wesel einen Nachdruck des Werks von Wier.

### Prädikant und Drucker in Emden
Zwischen 1570 und 1574 ist Overd’hage als Prädikant „Hipofraghmus, Petrus, van Gendt“ der niederländischen Flüchtlingsgemeinde und Buchdrucker in Emden nachweisbar, vermutlich war er bereits einige Jahre früher dorthin verzogen. Während seines Aufenthalts in Emden übersetzte er zwei Briefe von Sebastian Franck (1499–1542) aus dem Lateinischen bzw. Hochdeutschen ins Mittelniederländische und veröffentlichte sie. Overd’hage kommt auch als Übersetzer von Francks Een stichtelijk Tractaet van de Werelt des Duyvels Rijk (= Ein erbaulicher Traktat von der Welt, des Teufels Reich) in Frage, der nach dem Titelblatt bereits 1565 ins Niederländische übersetzt wurde und in der hochdeutschen Urfassung nicht erhalten ist. Prediger der niederdeutschen reformierten Gemeinde in Emden war zu dieser Zeit Albert Hardenberg, „Leeraar“ der Taufgesinnten, die sich zur „flämischen“ Partei der Mennoniten hielten, Jan van Ophoorn aus Gyeteren (Giethoorn).
Im Oktober 1573 kam es zu Konflikten wegen seiner Verkündigung. Hyperphragmus stand der Kindertaufe kritisch gegenüber. Der wallonische Pfarrer in Emden Johannes (Jean) Polyander d. Ä. van den Kerckhoven (1535–1598) warf ihm Ketzerei vor. Am Sonntag nach Weihnachten 1573 predigte Pieter Overd’hage in der Emder Großen Kirche. Der Gemeinde wurden im Januar 1574 fünf formulierte Streitpunkte vorgelegt, und Overd’hage warf nun seinerseits Polyander in 40 Artikeln Lehrverfehlungen vor. Am 3. März nahm Overd’hage am Gottesdienst der Mennoniten teil und vertrat dort einen erkrankten Prediger, im Mai 1574 verließ er die Stadt und zog nach Rotterdam.

### Lehrer in Rotterdam
Dem Wunsch Overd’hages, in Rotterdam als Prediger angestellt zu werden, wurde nicht entsprochen. Während der Magistrat ihn als Gegengewicht zu dem streng calvinistischen Prädikanten Aegidius Johannis Frisius (Gillis Jansz. de Vries) († 1594) unterstützte, wusste das Konsistorium seine Bestallung zu verhindern. Ihm wurde der Umgang mit „dooperschen, swevende geesten en libertinen (= Täufern, Schwarmgeistern und Libertinen)“ vorgeworfen, die erste Synode zu Dordrecht am 15. Juni 1574 erklärte ihn für „suspect“. Philips van Marnix überbrachte im Dezember 1574 den brieflichen Rat des Prinzen Wilhelm I. von Oranien, Overd’hage nicht fest anzustellen. Von seinen Gegnern in Rotterdam wurde er verächtlich „Springt over de hage (= Heckenspringer)“ genannt. Johannes Molanus schrieb aber 1575 an Gerhard Mercator, dass sogar der „sectarius (= Sektierer) … Underhagius“, der große Verwirrungen in der Kirche gestiftet habe, vielen in Holland lieb sei. Akten zum Verfahren 1574/75 der Kirchenzucht gegen „Mr. Pieter Hyperphragium“ 1574/75 finden sich auch im Archiv der Reformierten Gemeinde in Delft.
1575/76 unterhielt „Pierre Anastaise Hyperphragme, Gentoise“ Lehrinstitut und Schule in der Stadt; Dirck Mullem veröffentlichte in Rotterdam Overd’hages zweisprachige flämisch-französische Grammatik, die Überarbeitung eines Werkes von Noël de Berlaymont († 1530).

### Rückkehr in die reformierte Republik Gent
Nach der „Genter Pazifikation“ bildete sich 1577 in Gent eine reformierte Stadtrepublik. „Pieter D’Overdaghe“ kehrte in seine Geburtsstadt zurück und arbeitete als Lehrer an der kurzlebigen Genter „Geusen-Universität“ (Hochschule „ten Jacopynen“ im ehemaligen Dominikaner- bzw. Jakobiner-Kloster; heute Kulturzentrum „Het Pand“) bzw. an der mit ihr verbundenen Lateinschule. Seine genaue Funktion, für die er ein Jahresgehalt von 40 Pfund Grote erhielt, ist jedoch unklar. In seinen Veröffentlichungen – besonders in der 1581 erschienenen Schrift Een saechtmoedige tsamensprekinge van Cephas ende Arnolbius, die er Wilhelm I. von Oranien widmete – trat Pieter d'Overdaghe entschieden für religiöse Toleranz ein. Er korrespondierte mit dem Schwenkfeldianer Aggäus van Albada (* um 1525; † 1587) und schickte ihm ein Exemplar seiner Schrift Brevis apologia nach Köln. Gegen seinen Bruder führte er in dieser Zeit einen Prozess.
Nachdem der vereidigte Drucker Cornelis de Rekenare (1562–1629) dem Magistrat das Manuskript von „Doverdaghes“ Emder Predigt zur Zensurfreigabe vorgelegt hatte, wurde dieser von den calvinistischen Pfarrern Jacob de Coninck (Jacobus Regius; Jacques LeRoy) (1545–1601), Jacob Kimedoncius (tho Kymmendonck) (* um 1550; † 1596) und Jean Bollius († 1619/21) vorgeladen. Zu dem Verhör erschien Overd’hage mit seinen Freunden Jean (Johann; Jan) van Utenhove d. J. (* um 1545; † vor 1595), Jacques (Jakob) van Utenhove (* um 1545; † 1609) – beide Söhne von Karl von Utenhove d. Ä. († 1580), Heer van Merkeghem – und dem Advokaten Victor Nothe. Overd’hage wurde anschließend von der Genter Universität entfernt. Seinem Sohn, dessen Vorname nicht überliefert ist, wurde ein Stipendium an der Schule t’Onderbergen entzogen.
Noch 1583 lebte „maistre (Magister) Piere Overdaghe“ in Gent und bemühte sich darum, zum Abendmahl zugelassen zu werden.

### Verhaftung in Oudenaarde
Nach dem Ende der reformierten Genter Republik und der Übergabe der Stadt an Alessandro Farnese, Herzog von Parma, 1584 musste Pieter Overd’hage die Stadt wieder verlassen.
Bei einem Besuch in der Heimat seiner zweiten Ehefrau in Pamele (Oudenaarde) wurde Overd’hage 1585 nach einem Gespräch „van der jammerlicker desolatien des landts“ mit dem katholischen Pfarrer von Leupegem (heute Gemeindeteil von Oudenaarde) Quintin Belyn (* um 1514; † nach 1586) von den Spaniern wegen Veröffentlichung der Schrift Een cort vertooch ende vriendelycke vermaeninghe tot alle liefde des payes nachts aus dem Bett geholt, gefangen genommen und zum Tode verurteilt. Das Buch galt als anonymes „Famos-Libell“, für das Artikel 110 der Peinlichen Halsgerichtsordnung Karls V. von 1532 die Todesstrafe vorsah. Overd’hage hatte die Schrift auf Wunsch des Bürgermeisters der Genter Republik Karel Uutenhove († nach 1584), Heer van Hooghewalle en Hoogh-Seylandt, gedruckt. Overd’hage entging der Hinrichtung und wurde freigelassen.

### Aufenthalt in Leiden
Am 6. September 1586 immatrikulierte sich „Petrus Overdagius“ an der Theologischen Fakultät der Universität Leiden – vielleicht als Buchdrucker, sofern es sich bei dem Eintrag nicht um einen Verwandten handelt. Pieter Overd’hage war zu diesem Zeitpunkt 66 Jahre alt. „Pieter Over de Haghe“ wurde 1590 als exchyzenaersduvel (Kontrolleur der Akzise-Einnehmer) angestellt. An einen längeren früheren Aufenthalt Overd’hages in Leiden und eine erfolglose Bewerbung als Prädikant in Utrecht („Wttrecht“) wurde 1594 erinnert.

### Entfernung aus dem Pfarramt zu Hoogmade
1593 wurde Pieter Overd’hage durch Baron Gerrit VII. van Poelgeest (1545–1614), der 1566 den protestantischen Eedverbond der Edelen mit unterzeichnet hatte, für ein Jahresgehalt von 250 Gulden zum Pfarrer von Hoogmade (heute Ortsteil von Kaag en Braassem) in Zuid-Holland berufen. Er versah dort den Dienst von Anfang September 1593 bis zum 31. Mai 1595, wurde jedoch bald angegriffen: Seine Berufung sei nicht rechtmäßig erfolgt. Die Examinierung durch Libertus Van den Esch (Lubbertus Frascinus; du Fraisne) (* um 1546; † 1617/21) und einige andere Prediger, die zu ihm geschickt wurden, lehnte Overd’hage ab – er orientiere sich an der Erläuterung der Bekenntnisse (Confessio Belgica, Heidelberger Katechismus) durch Jeremias Bastinck (1551–1595). Zuständig sei der Baron van Poelgeest.
Eine Partikular-Synode der Reformierten Kirche von Süd-Holland, die am 2. August 1594 in Rotterdam tagte, forderte Pieter Overd’hage auf, sich für den Druck und Vertrieb des Buches Eyn kort Bericht vm to kommen tot den waren Gehoor desz levendigen Woirdtsz Gotsz des „gheestdrÿvers (= Schwärmers) M. Wieri“ vor 30 Jahren zu verantworten. Overd’hage distanzierte sich daraufhin schriftlich von dem Buch, das er bisher nicht so verstanden habe, als ob der Mensch so in Gott verwandelt würde, dass er sein natürliches Wesen verliere. Trotz seiner Erklärungen wurde „Petrus Overhaag, alias Petrus Hyperphragmus, predikant te Hoogmade“ 1595 wegen rechtswidriger Ausübung des Predigeramtes ohne Examinierung, Beanstandung seiner Lehre als „osiandrisch“ und als Verfasser eines Buches, in dem er zusammen mit Hans de Ries (Hans de Rycke) „van de Waterlanders en de Voetwasschers (= Mennoniten)“ die (reformierte) Kirche bekämpft habe, von der Synode zu Gorinchem abgesetzt. Der Baron van Poelgeest widerrief die Bestallung in Hoogmade. Mit Rücksicht auf seine große Familie erhielt Overd’hage übergangsweise eine finanzielle Unterstützung.

### Aufenthalt in Alphen
Frans Jansz. Pythius (Pit) († 1599/1600) aus Gent, von 1587 bis 1597 Prädikant in Alphen aan den Rijn, wo „Pieter over de hage“ sich eine Zeitlang aufgehalten hatte, und zwei Älteste der Gemeinde stellten 1595 ein positives Zeugnis über die Beteiligung am Gemeindeleben und seine Lehre aus und verwandten sich für ihn. Von der Synode 1596 in Delft wurde Pythius ermahnt, weil er den abgesetzten Prädikanten Overd’hage in Alphen hatte predigen lassen. Pieter Overd’hage versuchte bis an sein Lebensende, eine feste Anstellung als Prädikant der reformierten Kirche zu erlangen.

### Letzte Jahre in Leiden
Am 10. Juni 1598 wurde „Petrus Overdehaege Gandensis, 78“ (Jahre) alt, Magister, nochmals und ohne Aufnahmegebühr in die Matrikel der Leidener Universität eingeschrieben (gratis inscriptus), nachdem der Bürgermeister Isaac Claesz. van Swanenburg (1537–1614) am 6. Mai bewilligt hatte, dass „Pieter Overde Hage“ als „lithmaet (= Mitglied) van der Universiteyt“ angenommen werden dürfe. In Leiden erhielt der unitarische Sozinianer Andrzej Wojdowski (Voidovius), der sich 1597 dort immatrikuliert hatte, von „Petrus Hyperphragmus“ 1598/99 ein Exemplar von dessen Historia de morte Michaelis Serveti (= Bericht vom Tode des Michael Servet), zu der er einen (verschollenen) Kommentar verfasste.
Overd’hage nannte sich zuletzt nach dem Leidener Straßennamen Middelweg auch „meester Pieter van de Middelwech“. Der 10-jährige Sohn Abraham von „Pieter over de Haghe“ und „Emerentia de Mets van Oudenaerde“ wurde am 17. April 1603 von Pieter Rons, einem Soldaten der Nachtwache, erschossen. Der flüchtige Täter wurde im August aus Holland und West-Friesland verbannt. Pieter Overd’hage starb ein halbes Jahr später. Am 2. November 1604 wurde das Erbe von „Pieter Overd’Haege“ aus Gent, „bij sijn leven predicant“, aufgeteilt.

## Druckermarke
Overd’hages de Zuttere Druckermarke stellt ein Kornfeld dar, aus dem sich links Christus am Kreuz erhebt, darunter steht das Wort „Veritas (= Wahrheit)“. In der Mitte steht ein Schnitter, über dessen Kopf ein Spruchband mit der Inschrift „Sat quercus“ schwebt. Der Schnitter wendet von dem von einer Schlange umringelten Baum der Versuchung ab (rechts), unter dem das Wort „Umbra (= Finsternis)“ steht. Kornfeld und Baum repräsentieren den neuen und den alten Glauben. Die antike Redensart „sat(is) quercus“ bzw. „ἅλις δρυός, hális dryós = genug von der Eiche“ meint hier: „genug vom (altgläubigen) Baum“. Peter de Zuttere hat in Wesel von Jodocus Lambrecht mit dessen Druckerei auch sein Druckerzeichen übernommen und abgewandelt.

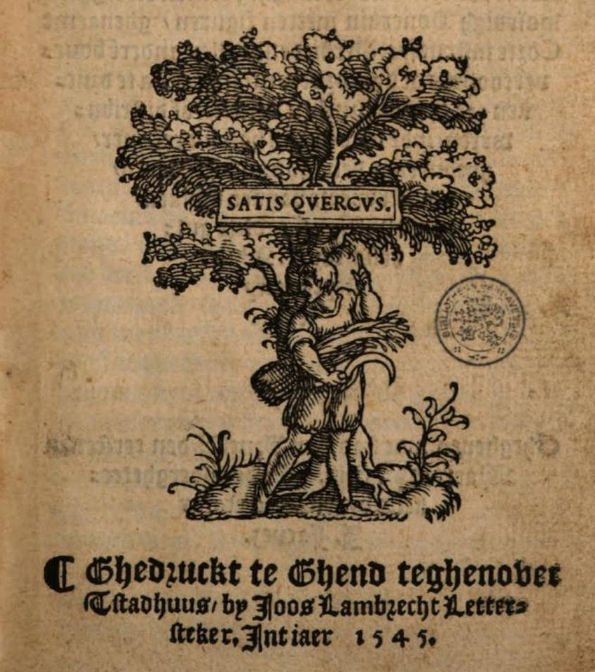
Druckermarke von Jodocus Lambrecht, 1545
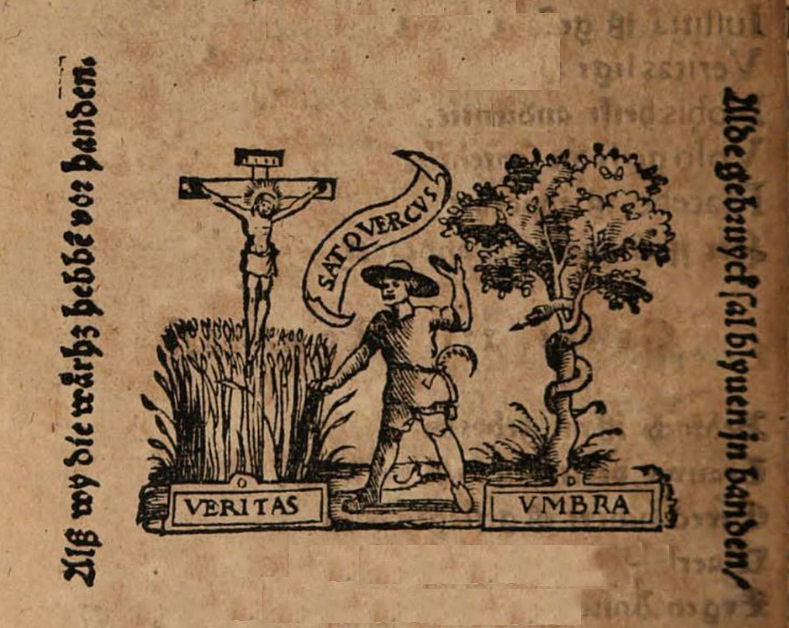
Druckermarke von Pieter Overd’hage de Zuttere, 1563
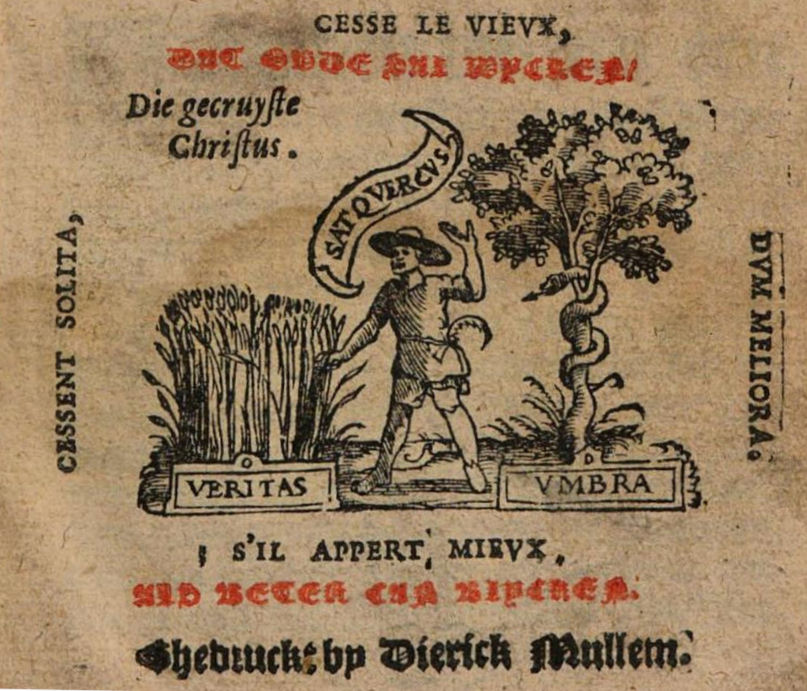
Druckermarke von Dirck Mullem, 1585

## Familie
Pieter Overd’hages erste Frau hieß Josijntgen (Josina) Pietersdochter. Aus der Ehe mit ihr stammten die Söhne Abel (* um 1560; † nach 1604) und David Overd’hage (* vor 1579; † nach 1618). Die Tochter Sara Overd’hage (* vor 1565; † zwischen 1582 und 1604), verheiratet mit Carel Wijst, lebte in England und hatte eine Tochter Sara Wijst (* um 1582; † nach 1604). In Gent wurde der Sohn Pieter „Cephas“ Pietersz. Overdehaghe (* 1582; † nach 1608) geboren, der Brauknecht wurde und 1608 in Leiden Sara Hemmelings aus Itzehoe in Holstein (Itsehoo land van Holst) heiratete, eine Tochter des Laurens (Louris) Hemmeling († 1624), Buchhändler in Nieuwpoort und Leiden.
Pieter Overd’hage war in zweiter Ehe (⚭ um 1582) verheiratet mit Emerentia (Laurentia) d’ Mets (* zwischen 1550 und 1565; † 1603/04), Tochter von Ludewijk (Louis) De Mets (van Metz) aus Oudenaarde, die wesentlich jünger war als er. Das Ehepaar hatte 1595 sieben, teilweise noch sehr junge Kinder. Kinder aus der zweiten Ehe waren Lea (* um 1588; † nach 1604), Amos (* um 1591; † nach 1634) und Abraham Overd’hage (* um 1593; † 1603). Ab 1605 erhielt David Overd’hage, Sohn von Pieter Overd’hage, dem verstorbenen Prädikanten zu „Homade“ (Hoogmade), für sich und seine kleinen Schwestern und Brüder eine jährliche Unterstützung der Generalstaaten von 100 Gulden.
Pieter Overd’hage ist nicht, wie früher teilweise angenommen wurde, identisch mit Pieter Haechman oder Haegman, Prädikant in Gent und Serooskerke auf der Insel Walcheren.

## Würdigung
In Gent wurde 1966 eine Freimaurerloge (nº 20) Pieter de Zuttere der Grootloge van België gegründet.

## Werke
- (verschollene Handschrift) Historia de morte Michaelis Serveti. o. O. [nach 1553]
  - (verschollene Handschrift) Andreas Wojdowski: Notae in Petri Hypophrogeni Gandavensis Historiam de morte Michaelis Serveti. o. O. [nach 1598][103]
  - (Fragment abgedruckt in:) Christoph Sand: Bibliotheca Anti-Trinitariorum, sive Catalogus Scriptorum & succinta narratio … Johannes Aconius, Freistadt (= Amsterdam) 1684, S. 8[125] (Google-Books); vgl. S. 7–9, auch S. 163: Johann Preuß: (ungedruckte Handschrift) Carmen (Polonicum) de Morte Michaëlis Serveti[126]
    - (Fragment abgedruckt in:) Henrik van Allwoerden,[127] Johann Lorenz von Mosheim: Historia Michaelis Serveti, quam praeside Io. Laur. Moshemio Abbate Mariaevallensi et Confirmato Michaelsteinensi Sereniss. Duc. Brunsvic. et Luneburg. a consiliis Sanctior. Theol. D. et Professore. P. O. (= Professore ordinario) A. O. R. (= Anno Orbis Redemti) MDCCXXVII. d. XIX. Decembris placido Doctorum examini publice exponit auctor Henricus ab Allwoerden Stadensis Theol. cultor. Sebastian Buchholt, Helmstedt o. J. [1728], S. 113 (Digitalisat der Universitäts- und Landesbibliothek Sachsen-Anhalt in Halle) = Neuauflage S. 126 (Google-Books) = (niederländische Übersetzung) Historie van Michael Servetus den Spanjaart. (disp. Helmstedt 1727). Jan Daniel Beman, Rotterdam 1729, S. 148f (Google-Books)
    - (hochdeutsche Paraphrase des Fragments:) Johann Lorenz von Mosheim: Anderweitiger Versuch einer vollständigen und unpartheyischen Ketzergeschichte. Christian Friederich Weygand, Helmstedt 1748, S. 229f (Google-Books)
- Eyne korte bewysung mit die getuygenis der heyliger schrift, hoe dz alle rechte gelouige der sunden gestoruen sijndt, vnd jn Christo wärachtich leuen. de Zuttere, Wesel 1558
  - Eyne korte bewysung mit die getuygenis der heyliger schrift, hoe dz alle rechte gelouige der sunden gestoruen sijndt, vnd jn Christo wärachtich leuen. 1563 (Google-Books)
  - weitere Aufl. o. O. [um 1573]
- (Vorrede als Herausgeber in:) Mathijs Wier: Eyn kort Bericht vm to kommen tot den waren Gehoor desz levendigen Woirdtsz Gotsz, vnde so tot die Erkentenisse vñ Vrymakunge van die wesentlicke Waarheyt, dor steruen vnde vnderganck vnser gantser Naturen … nu laatst al jn Hooftarticulen by A. B. C. gestalt … Jtem eyne Bekantenisse, wie dat man tot Heylicheit, Waarheit, Wijsheit vn[de] goddelicke Gerechticheit kommen mag,[128][32] geschreuen an eynen Student tot Heydelbergen … P. H. G. [= Petrus Hyperphragmus Gandavensis], o. O. [Wesel] 1563[129][130]
- Eyne korte Leerung wie dat alle Geloouigen jn Christo alß eyn koren jn der ärden, hitze vnd kalde lyden, vnde steruen moeten. o. O. 1563 (Google-Books)
  - weitere Aufl. o. O. [um 1572]
- Eyne korte unde eynvaldige underwisung, wt die Goddelicke Schrift, of man oock lastere[n], ordeyle[n], vnd schelten sal, tegen die ongeloovige Secten und Gotzlasteraren. Doir Vrage unde Andwoird eyns Leerjongens mit sijnen Meyster. Item eyne korte Leerung, wie dat Marter geyn Christen maeckt, unde geyn Christen ungemartert is. o. O. 1563 (Google-Books)
- (Übersetzer von:) Rudolf Gwalther: Der Antichrist. Eyne korte, klare en[de] ey[n]valdige bewijsung in vijf Predicken begrepen … daz der Paus va[n] Rome der recht, waerachtig, groot, vnde eygentlich Antichrist sij …, nieuwelick bescreven dör Rodolf Walther Dienär der Keircken Zurych. Pieter Anastasius de Zuttere, o. O. [Wesel um 1565/70 oder Emden um 1572][131][132]
- (Vorrede als Übersetzer von:) Eyn Brieff van Sebastian Franck van Weirdt, geschreven over etlicken jaren in Latijn, tho synen Vriendt Johan Campaen,[133] un nu grondlick verduytschet, und up nieuw int licht gebracht. Item noch eyn Brief des seligen, geschreven hier to voten in Duytsch, an etlicken in der Eyfelt, dör begeeren von Johan Bekestyn,[134] oick up niew gedruckt. o. O. [Pieter Anastasius Hyperphragmus, Emden], 1572
- (verschollen) Wtlegginge van de[n] brief …[135] totten Romeynen. o. O. [vor 1573][136]
- Eene forme ende maniere der coniugatien in nederduytsch ende fransoys.[71][72] Dierk de Raef van Mullem, Rotterdam 1576 (Google-Books)
- (verschollen) Brevis apologia …. o. O. [Gent um 1580/81][78]
- Een saechtmoedige tsamensprekinge van Cephas ende Arnolbius, waerin sy manierlijck ernstelijck ende grondelijck disputeeren ende handelen: oft men die godloose, ongeloouige, lasteraers, ofte ketters … met wreeden naroepen … behoort te bestrijden: ofmense metter doot pijninghen ende straffen moet, mit einer Voorreden (Widmung) von P. A. H. G. an Wilhelm I. von Oranien. o. O. [Antwerpen] 1581 (Google-Books)
  - (lateinische Urfassung nicht erhalten)
- Een corte veruatinghe ende begrijp van eender predicatien, ghedaen door Pieter de Zuttere, gheseyt Ouerd’haghe Pieterzoon, ingheboren poorter der Stadt van Ghent, den xxvij. decembris, tSondaechs na de gheboorte Christi, tot Embden inde groote kercke anno 1573 … (und; Zwischentitel) Een corte onderwijs, waer door men na die hoochste trauwe der conscientien, voorts tot heylicheyt, waerheyt, wijsheyt, ende Goddelijcke gherechticheyt commen mach, in vijf verschepden Hooftpuncten beghrepen. o. O. [Manilius, Gent um 1581][137][5] (Google-Books)